# Nancy McWilliams
Nancy McWilliams är en amerikansk psykoanalytiker och författare, verksam vid State University i New Jersey, USA.
McWilliams bok Psychoanalytic Diagnosis (1994) har översatts till svenska, då med titeln Psykoanalytisk diagnostik (2000). Hon har även skrivit Psychoanalytic Case Formulation (1999) och Psychoanalytic Psychotherapy (2004). I böckerna beskriver hon ingående sin syn på det terapeutiska arbetet, och hur man lämpligast anpassar sin strategi efter klientens psykiska organisation.